# Ehevorbereitungsprotokoll
Das Ehevorbereitungsprotokoll (EVP) ist in der katholischen Kirche Deutschlands die Niederschrift zur Ehevorbereitung und Eheschließung und wird innerhalb eines Traugespräches vom zuständigen Seelsorger erstellt. Grundlage ist der Beschluss der Vollversammlung der Deutschen Bischofskonferenz von 24. September 2002 zu einschlägigen „Partikularnormen“.

## Zweck und Inhalt
Das Protokoll fasst alle nach dem Eherecht der katholischen Kirche für die Eheschließung wichtigen Daten und Erklärungen zusammen. Es fragt ab und informiert zu wichtigen Themenkreise der kirchlichen Lehre. Dies soll sicherstellen, dass die Brautleute die Auflagen kennen, die sie in einer kirchenrechtlich vorbildlich gültigen Ehe zu erfüllen haben. Sie müssen ihre Zustimmung zu den Voraussetzungen für das Schließen einer Ehe abgeben und erklären, dass sie die Ehe nicht unter Zwang eingehen (vgl. can. 1103). Nicht angesprochen wird dabei allerdings, dass und wie sich die Brautleute das Sakrament der Ehe gegenseitig spenden und wie die Eheschließung auch beim Fehlen eines Priesters erfolgen kann.
Im Wesentlichen wird abgefragt und protokolliert, ob die Brautleute nach der Lehre der katholischen Kirche frei sind, die Ehe einzugehen oder ob Ehehindernisse bestehen. Über diese rechtlichen Dinge hinaus wird auch erfragt, ob eine Ehevorbereitung der Brautleute stattgefunden hat. Von der deutschen Bischofskonferenz in Kraft gesetzt, stellt das Eheprotokoll formal sicher, dass alle Anforderungen des Kirchenrechts erfüllt werden. Das Protokoll beinhaltet die Dokumentation der Ehevorbereitung und die Personalien der Brautleute, danach die Antworten der Brautleute auf die gestellten Fragen zum Verständnis des Ehekonsenses. Durch Hinweise auf mögliche Anträge und Erlaubnisse in Fällen, in denen eine Dispens erforderlich ist, verweist es über die Standards hinaus auf die Vielfalt der möglichen Trauungsformen und -ort. Während der Pfarrer oder ein von ihm Beauftragter – das muss kein Kleriker sein – das Ehevorbereitungsgespräch durchführt und das Protokoll unterschreibt, sind solche Dispensen einem Kleriker mit allgemeiner Traubefugnis oder, in den meisten Fällen, sogar dem Ortsordinarius vorbehalten. Die „Anmerkungstafel“ im Anhang enthält umfassende Erläuterungen als Fußnoten zu einzelnen Protokollpunkten.

## Form und Gliederung
Das Protokoll ist an das amtliche Formular der Deutschen Bischofskonferenz gebunden. Durch ankreuzen, Eintrag und Unterschriften werden alle zu dokumentierende Daten und Details strukturiert erfasst.
Im Formularkopf werden die Angaben zu Brautleutekurs, Traugespräch, Aufgebot, Eheschließung sowie die aus den möglichen Formen des Gottesdienstes gewählte Variante dargestellt. Es folgen die Abschnitte:
- A. Personalien
- B. Ehehindernisse, Eheverbote, Trauverbote und Ehewille
- C. Bitte um Dispens, Erlaubnis, Nihil obstat
- D. Erteilung von Dispens, Erlaubnis, Nihil obstat
- E. Amtliche Vermerke zu Trauung und Registrierung
- Anmerkungstafel zum Ehevorbereitungsprotokoll der Deutschen Bischofskonferenz

## Wesentliche Informationen und Versicherungen der Brautleute
Das Protokoll informiert über frühere Eheschließungen und deren Auflösung bzw. Nichtigkeitserklärung und verdeutlicht, dass die Verpflichtungen gegenüber Angehörigen aus einer früheren Verbindung bestehen bleiben. Grundsätzlich stehen diese auch bei einer rein zivilen Ehe der neuen kirchlichen Ehe entgegen und machen sie unerlaubt. Da in Deutschland „natürliche Verpflichtungen“ (Unterhalt) aber meist zivil geklärt sind, wird dies normalerweise nicht zur Verzögerung der bevorstehenden Eheschließung führen.
Durch verschiedene, meist suggestiv gestellte Fragen an die Brautleute wird die Bereitschaft zur Führung einer Ehe und Familie nach kirchlicher Lehre abgefragt. Im Abschnitt III., Ziff 19. des Protokolls bestätigen die Brautleute ihre dazu gemachten Angaben mit ihrer Unterschrift.
Die Ausführungen in Anmerkung (6), letzter Satz, treffen nur für Personen im Status Soldat sowie für deren Familien zu. Denn nur diese Personengruppe gehört dem Jurisdiktionsbezirk des Militärbischofs der Bundeswehr an.